# NGC 583
NGC 583 (również PGC 5576) – galaktyka soczewkowata (SB0), znajdująca się w gwiazdozbiorze Wieloryba. Odkrył ją Francis Leavenworth w 1886 roku.